# Cold steel
Cold steel is het eerste studioalbum van de Nederlandse muziekgroep Cliffhanger. De band had al eerder een paar demo's opgenomen op muziekcassette die destijds niet op cd uitkwamen. SI Music bracht op basis van die demo's deze cd uit. Het album werd opgenomen in Studio Chateau te Tilburg.

## Musici
- Dick Heijboer – toetsinstrumenten
- Gijs Koopman - basgitaar, toetsinstrumenten, baspedalen
- Rinie Huigen – zang, gitaar
- Hans Boonk – slagwerk

## Muziek
| Nr. | Titel                       | Duur  |
| --- | --------------------------- | ----- |
| 1.  | Views                       | 7:13  |
| 2.  | Kill your darlings          | 5:50  |
| 3.  | Vessels                     | 7:34  |
| 4.  | Six minutes closer to death | 5:49  |
| 5.  | Colossus                    | 8;13  |
| 6.  | Remaining rancour           | 4:33  |
| 7.  | Bad dreams (cruel visions)  | 18:21 |